# Carex oedipostyla
Carex oedipostyla är en halvgräsart som beskrevs av Duval-jouve. Carex oedipostyla ingår i släktet starrar, och familjen halvgräs. Inga underarter finns listade i Catalogue of Life.